# MR Nr. 2299
Die Nr. 2299 der Midland Railway, auch als Paget-Lokomotive bekannt, war eine 1908 fertiggestellte Versuchs-Dampflokomotive, in der eine neuartige Dampfmaschine und eine neuartige Feuerbüchse erprobt wurden.

## Geschichte
Der Entwurf stammte von Cecil Paget, dem damaligen Werksleiter der bahneigenen Werkstatt in Derby Works, der das Projekt am Anfang aus seiner eigenen Tasche finanzierte. Mit dem Bau der Lokomotive wurde 1906 unter seiner Aufsicht begonnen, aber dem Projekt ging nach kurzer Zeit das Geld aus. Cecil Paget wurde zum Leiter des Bahnbetriebes befördert, sodass die Lokomotive vom Oberingenieur Richard Deeley mit Geldern der Bahn fertiggestellt werden musste.
Im Januar 1909 fanden die ersten Versuche unter Dampf statt. Es kam schon von Beginn an zu Problemen mit den Steuerventilen der Zylinder. Die Lok führte mehrere Versuchsfahrten von Derby nach London und nach Manchester durch.
Bei einem Versuch im Jahre 1912 fuhr sich die Lokomotive in einer Kurve bei Syston fest. Beim Abschleppen fraß sich das Triebwerk der Lokomotive fest, sodass die Hauptstrecke sieben Stunden blockiert war. Bevor die Lokomotive wieder bewegt werden konnte, musste das Steuergestänge abgebaut werden, weil es wieder zu Problemen mit den Hülsenventilen gekommen war, die an mehreren Stellen gerissen waren. Nach diesem Vorfall wurde die Lokomotive abgestellt und 1915 aus dem Bestand gestrichen. Die Verschrottung erfolgte im Jahre 1919. Der Schlepptender der Maschine fand neue Verwendung hinter der Lokomotive Nr. 2290 der Midland Railway, ebenfalls ein Einzelexemplar, die speziell als Schiebelokomotive für die Lickey Incline, eine Steilstrecke im Netz der MR südlich von Birmingham, erbaut wurde.

## Technik
Für einen ruhigeren Lauf der Lokomotive sollte eine neue Dampfmaschine ausprobiert werden. Außerdem wurde versucht, durch den Einbau einer trockenen Feuerbüchse ohne Wassermantel Kosten einzusparen.

### Dampfmaschine

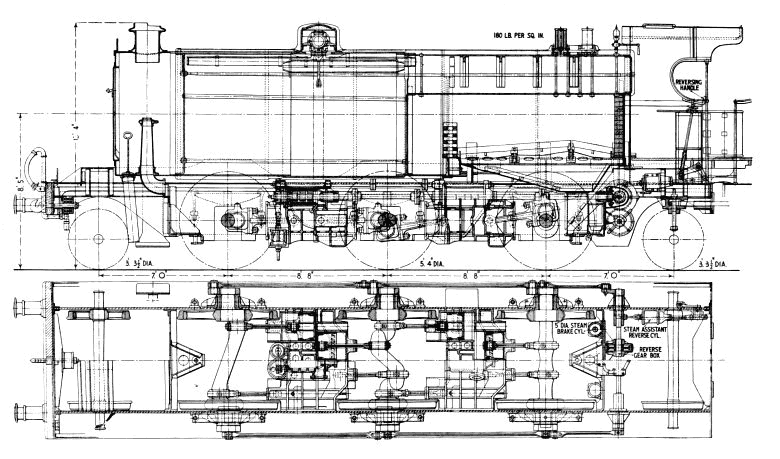
Gesamtanordnung der Paget-Lokomotive. Der Grundriss zeigt die Anordnung der Dampfmaschine und die Kropfachsen. In der Seitenansicht sind die ungewöhnliche Länge der Feuerbüchse sowie die aufgemauerte Feuerbrücke vor der Rohrwand zu erkennen. Über den Achsen ist die längs verlaufende Welle für die Steuerung der über den Zylinderblöcken angeordneten Ventile zu erkennen.

Der ruhige Lauf der Lokomotive sollte durch eine Mehrkolbendampfmaschine erreicht werden, bei der das Triebwerk weniger Unwucht hatte. Ähnlich einem Verbrennungsmotor hatte die Dampfmaschine acht Zylinder mit einfach wirkenden Tauchkolben, die nach dem Gleichstromprinzip arbeitete. Sie war in zwei Blöcken zu vier Zylindern horizontal zwischen den Rahmenwangen angeordnet. Ein Block befand sich zwischen der ersten und der zweiten Treibachse, der andere zwischen der zweiten und der dritten. Alle Treibachsen waren gekröpft ausgeführt. Die äußeren Zylinder des ersten Blocks wirken auf die erste Treibachse, die inneren beiden des ersten und die äußeren beiden des zweiten Blocks wirkten auf die zweite mittlere Treibachse und die inneren beiden des zweiten Blocks auf die dritte Treibachse. Somit hatte die erste Treibachse zwei außen liegende Kröpfungen, die zweite vier Kröpfungen und die dritte zwei innenliegende Kröpfungen. Die Lokomotive war mit Außenrahmen ausgeführt, damit genügend Platz zwischen den Rahmenwangen für die Zylinderblöcke zur Verfügung stand.

#### Steuerung

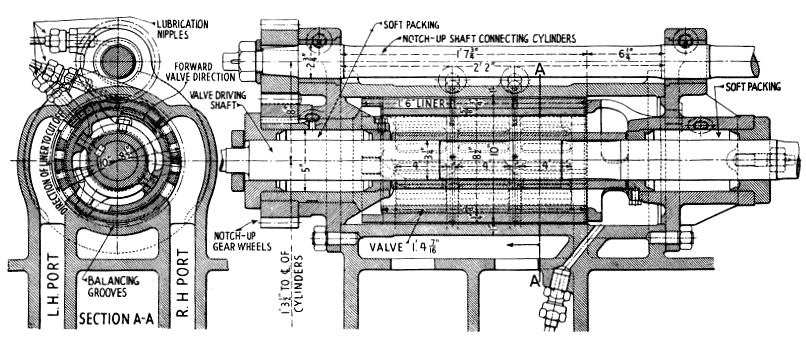
Hülsensteuerventil eines Zylinderblocks. Es sind die zwei ineinander angeordneten Hülsen ersichtlich, wobei die äußere die Füllung bestimmt, die mit einer zweiten Welle über dem Ventilantrieb über ein Stirnradgetriebe eingestellt wird.

Die Steuerung der Zylinder erfolgte über rotierende Hülsenventile. Der Antrieb der Ventile erfolgte über eine längs verlaufende Welle, die in einem hinter der Feuerbüchse angeordneten Getriebe endete, das auch die Umschaltung für die Rückwärtsfahrt enthielt, die über einen Dampfzylinder angesteuert werden konnte. Das Getriebe nahm die Bewegung von einer zusätzlichen, in der Verlängerung der Kuppelstangen angeordneten Kurbel ab.

### Dampfkessel

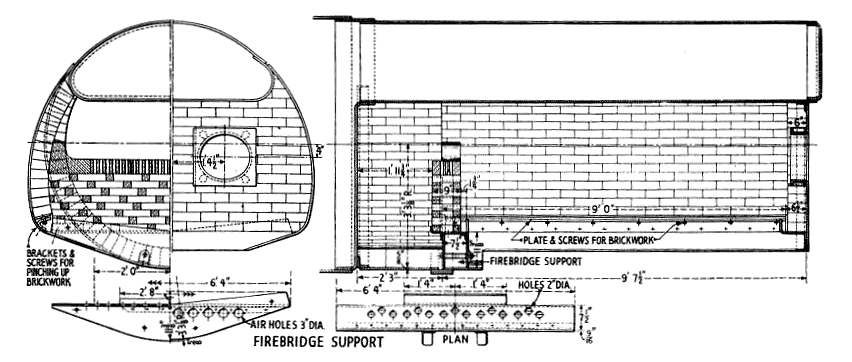
Feuerbüchse mit Ausmauerung

Der Kessel war als normaler Flammrohrkessel nach Stephenson aufgebaut, hatte aber eine trockene Feuerbüchse. Die klassische Feuerbüchse war eine aufwändige Konstruktion aus Kupfer mit Stehbolzen, die nun wegfiel. Damit sollten Material-, Fertigungs- und Unterhaltskosten eingespart werden. Es kam eine Feuerbüchse mit einer Ausmauerung aus Schamottsteinen an der Rückwand und den Seitenwänden zum Einsatz. Im Gegensatz zum Brotankessel wurde auf jegliche Steigrohre im Bereich der Feuerbüchse verzichtet. Lediglich direkt über der Feuerbüchse war ein Wasserraum angeordnet, dessen Decke von Stehbolzen gehalten wurde. Eine mit etwas Abstand vor der Rohrwand gerade aufgemauerte Feuerbrücke verhinderte, dass kalte Verbrennungsluft an diese gelangen konnte. Die sehr lange Feuerbüchse hatte zwei Feuerlöcher, um den 5,1 m² großen Rost zu beschicken. Es war der größte je in Großbritannien verbaute Rost.

## Bewährung
Obwohl die Lokomotive mit voller Last angeblich 130 km/h erreicht haben soll, war ihr kein Erfolg beschieden. Neben Dampfleckagen an den Tauchkolben waren die Hülsenventile die Hauptursache für das Versagen der Lokomotive. Die Hülsen waren aus Phosphorbronze, die Ventilgehäuse aus Guss – zwei Materialien mit verschiedenen Ausdehnungskoeffizienten. Das führte zu Undichtheiten oder zum Fressen der Ventile.
Der Kessel hatte eine ausgezeichnete Verdampfungsleistung, aber die gemauerte Feuerbüchse bewährte sich nicht. Die Schamottsteine bekamen Risse, zerbrachen und fielen manchmal aus der Ausmauerung heraus – eine Erfahrung, die auch bei anderen Feuerbüchsen mit Ausmauerungen im Bahnbetrieb gemacht wurde.